# Sentier de grande randonnée 14
Le sentier de grande randonnée 14 (GR 14) relie Paris à Malmedy (Belgique), puis à Monjoie dans l’Eifel en Allemagne. Il est aussi connu sous le nom de « Sentier de l'Ardenne ».

## Tracé général
Le point de départ de l'itinéraire à Paris est à l'est dans le XIIe arrondissement, Porte Dorée. Le point d'arrivée à Malmedy est à  l'Obélisque de la place Albert-Ier. Il passe par les régions d’Île-de-France, de Champagne-Ardenne, de Lorraine, de Région wallonne pour finir dans la vallée de la Warche près de l'Allemagne et de son parc national de l'Eifel.
Son tracé oblique au niveau de la Lorraine : il est orienté sur un arc ouest/est de Paris à Bar-le-Duc, puis sur un arc sud/nord de Bar-le-Duc à Malmedy. Comme sur tous les sentiers de grande randonnée, le balisage du parcours est blanc et rouge (une bande blanche sur une bande rouge), et de façon identique dans les deux pays. Certaines étapes se situent dans des parcs naturels régionaux (PNR) : futur PNR d'Argonne, futur PNR de la Brie et des Deux Morins, PNR de La Montagne de Reims, PNDO des Deux Ourthes.
Reliant en plus de 600 km Paris aux Ardennes belges (500 km en France et 160 km en Belgique), le GR 14 passe par les terroirs de la Brie, le vignoble de Champagne, et la forêt de l'Argonne. Il n'y a pas de parcours de massif montagneux (40 m d'altitude à Paris et 340 m à Malmedy), l'essentiel du parcours est en plaine et surtout en vallée ; les dénivellations de pentes les plus importantes sont dans les tronçons des forêts d'Argonne et de l'Ardenne belge.

## En Île-de-France (130km)

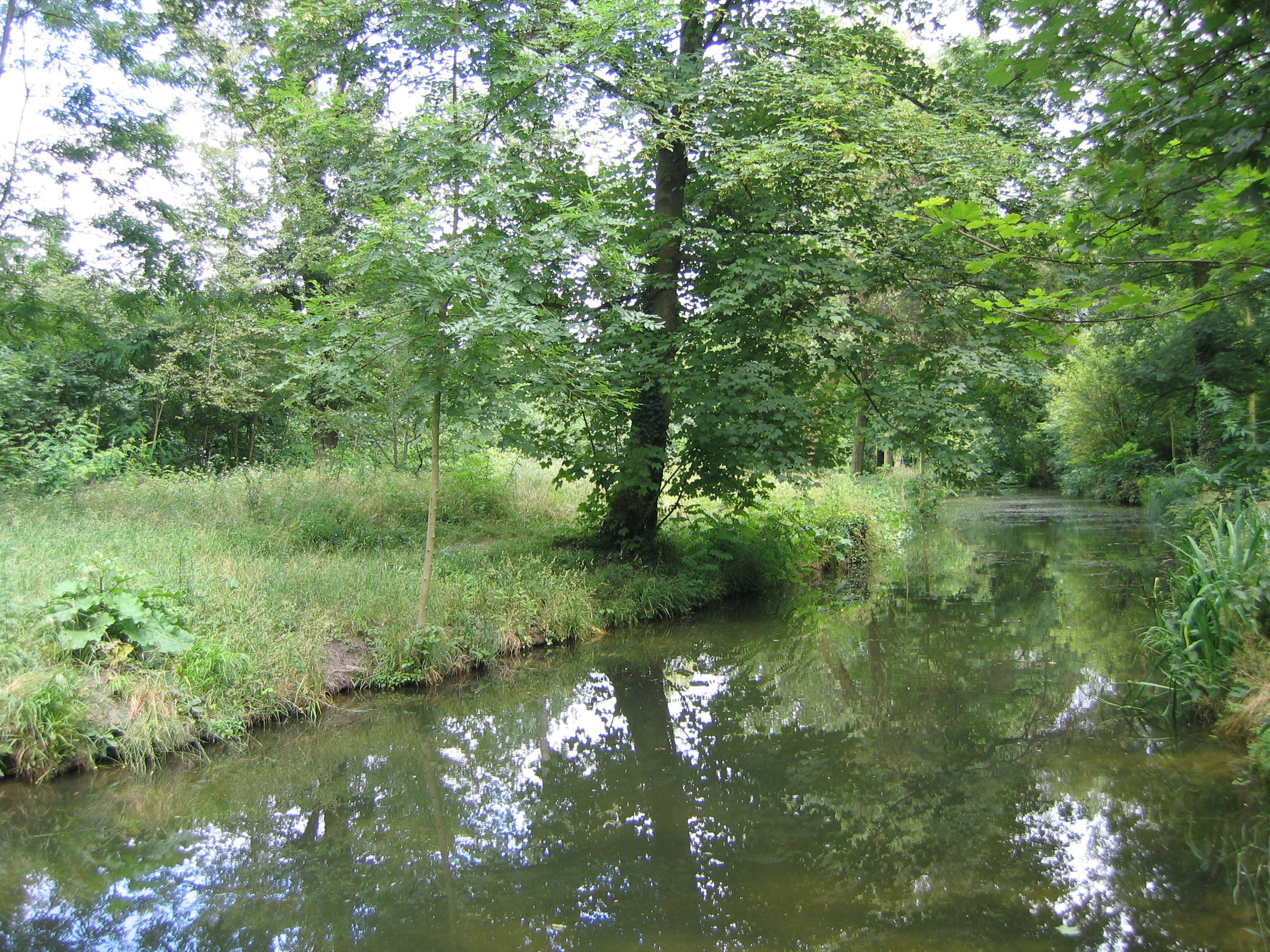
Passage au ruisseau de la Gravelle, bois de Vincennes.

### DeParisàSucy-en-Brie
- 18 km (en Val-de-Marne), de Paris à Sucy-en-Brie.
- Croisement : croisement du GR 2 à hauteur de Maisons-Alfort.
- Hébergement : appartements d'hôtes dans le XIIe arrondissement de Paris (Rue Traversière).
- Sites parcourus : bois de Vincennes ; parc départemental du Val-de-Marne (« du Morbras » à Sucy-en-Brie).
- Spécialités locales : jambon de Paris ; Belle de Fontenay (pomme de terre gastronomique).
- Évènementiels locaux : « Festival international Exit » d'art contemporain, à Créteil.

### DeSucy-en-BrieàGretz-Armainvilliers
- 17 km (en Val-de-Marne et Seine-et-Marne), de Sucy-en-Brie à Gretz-Armainvilliers.
- Hébergement : chambres d'hôtes à Marolles-en-Brie (Prieuré Saint-Arnoult).
- Sites parcourus : forêt de Notre-Dame ; forêt d'Armainvilliers.
- Spécialités locales : cèpes et girolles (champignons sauvages) de la forêt Notre-Dame.
- Évènementiels locaux : « Nuits de l'Uranoscope » (observatoire et planétarium de Gretz-Armainvilliers).

### DeGretz-ArmainvilliersàMortcerf
- 26 km (en Seine-et-Marne), de Neufmoutiers-en-Brie à Mortcerf ; excentration à Villeneuve-Saint-Denis.
- Croisement : croisement du GR 1 à hauteur de Mortcerf.
- Hébergement : chambres d'hôtes à Neufmoutiers-en-Brie (Chemin Bellevue).
- Sites parcourus : forêt de Crécy.
- Spécialités locales : brie de Melun.
- Évènementiels locaux : « Concours annuel de pêche de Neufmoutiers-en-Brie ».

### DeMortcerfàSaint-Augustin
- 15 km (en Seine-et-Marne), de Mortcerf à Saint-Augustin.
- Hébergement : chambres d'hôtes à Saint-Augustin (Le Moulin de St Augustin, 28 rue du moulinet).
- Sites parcourus : forêt de Malvoisine ; vallée de l'Aubetin.
- Spécialités locales : bière de Brie.
- Évènementiels locaux : « Rassemblement de cavaliers de Saint-Augustin » (mars).

### DeSaint-AugustinàSaint-Rémy-la-Vanne
- 20 km (en Seine-et-Marne), de Saint-Augustin à Saint-Rémy-la-Vanne.
- Croisement : croisement du GR 11 à Coulommiers.
- Hébergement : chambres d'hôtes à Saint-Rémy-la-Vanne (Les Puits du Lettrée).
- Sites parcourus : vallée du Grand Morin, cœur du futur PNR « de la Brie et des Deux Morins ».
- Spécialités locales : brie de Coulommiers.
- Évènementiels locaux : « Foire aux fromages et aux vins » à Coulommiers (mars).

### DeSaint-Rémy-la-VanneàVerdelot
- 21 km (en Seine-et-Marne), de Saint-Rémy-la-Vanne à Verdelot.
- Croisement : croise le Sentier de Pays GRP « des Deux Morins » (à hauteur de Voigny, Jouy-sur-Morin).
- Hébergement : chambres d'hôtes à Jouy-sur-Morin (ferme de Breuil).
- Sites parcourus : vallée du Petit Morin.
- Spécialités locales : cidre de Brie.
- Évènementiels locaux : « Foulées du Morin » (course pédestre junior) à Saint-Rémy-la-Vanne (mai).

### DeVerdelotàNogent-l'Artaud
- 15 km (en Seine-et-Marne et l'Aisne), de Verdelot à Nogent-l'Artaud.
- Hébergement : gîte rural à La Chapelle-sur-Chézy (la Grande Mare).
- Sites parcourus : étang de Vergis (au nord de Viels-Maisons) ; bois de l'Artaud.
- Spécialités locales : brie de Meaux.
- Évènementiels locaux : « Journées portes ouvertes » de la base de Canoë-Kayak de Verdelot (juin).

## En Picardie (40km)

### DeNogent-l'ArtaudàCrézancy
- 19 km (dans l'Aisne), de Nogent-l'Artaud à Crézancy.
- Hébergement : chambres d'hôtes à Connigis (Launay).
- Sites parcourus : coteaux de la Marne.
- Spécialités locales : confiture de lait.
- Évènementiels locaux : « Foire à l'Oignon » de Nogent-l'Artaud (novembre).

### DeCrézancyàLa Chapelle-Monthodon
- 17 km (dans l'Aisne), de Crézancy à La Chapelle-Monthodon.
- Hébergement : hôtel à Baulne-en-Brie (auberge de l'Omois), chambres d'hôtes à La Chapelle-Monthodon (hameau de Chézy).
- Sites parcourus : château des princes de Condé ; vallée du Surmelin.
- Spécialités locales : poulet au champagne (recette).
- Évènementiels locaux : « Repas-Terroirs » de Condé-en-Brie (novembre).

## En Champagne-Ardenne (160km)

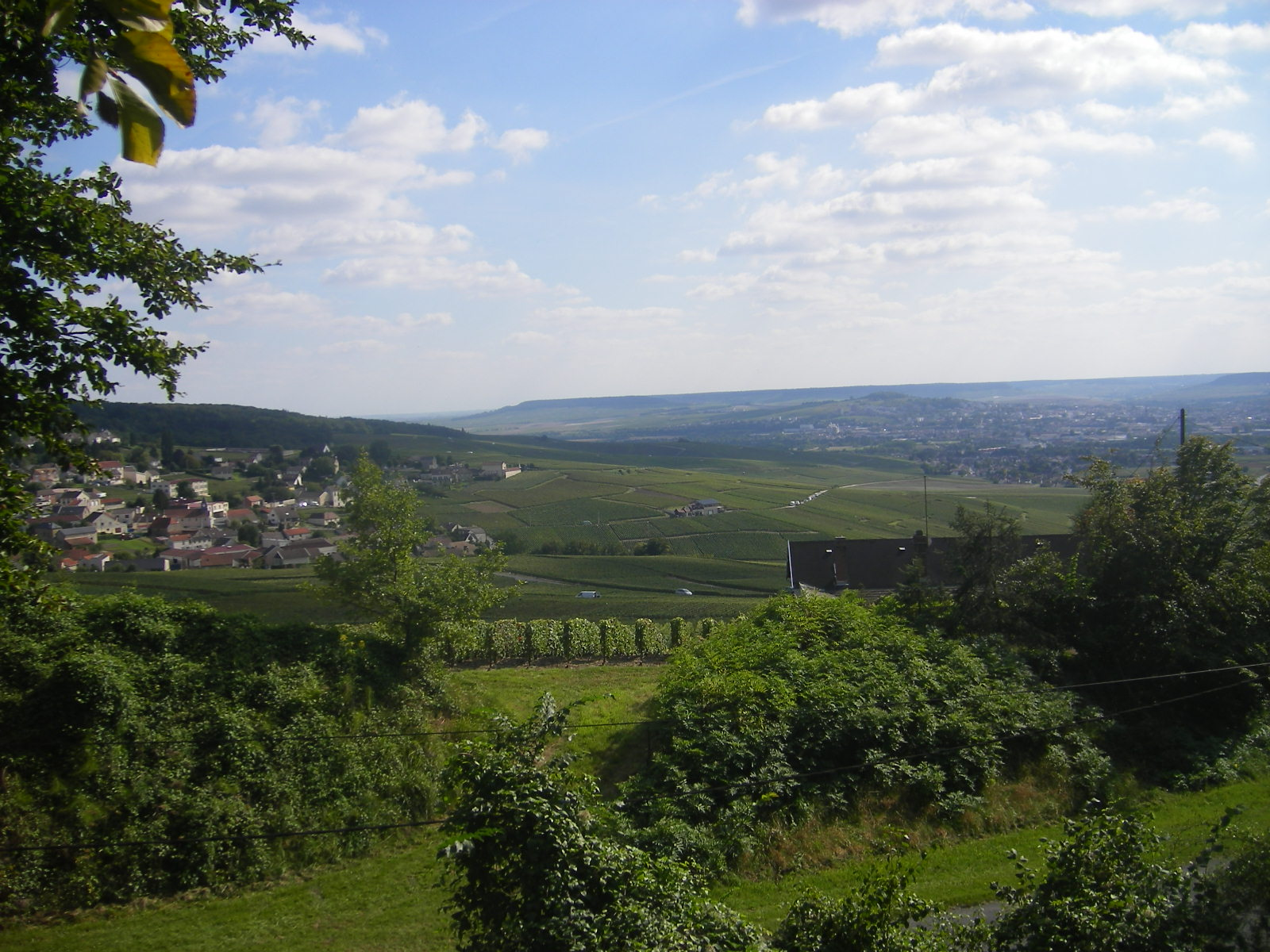
Vue de la Montagne de Reims, vers les vignobles d’Épernay.

### DeLa Chapelle-MonthodonàVillers-sous-Châtillon
- 20 km (dans l'Aisne et la Marne), de La Chapelle-Monthodon à Villers-sous-Châtillon.
- Hébergement : chambres d'hôtes à Villers-sous-Châtillon (Binson-et-Orquigny).
- Sites parcourus : vignoble de Champagne.
- Spécialités locales : vin de Champagne.
- Évènementiels locaux : illuminations « Noëls de Champagne » à Villers-sous-Châtillon (décembre).

### DeVillers-sous-ChâtillonàAvenay-Val-d'Or
- 24 km (dans la Marne), de Villers-sous-Châtillon à Avenay-Val-d'Or.
- Hébergement : gîte d'étape à Avenay-Val-d'Or (du Val d'Or).
- Sites parcourus : ville d'Épernay (musée du vin de Champagne).
- Spécialités locales : biscuit rose de Reims (biscuit à la semoule).
- Évènementiels locaux : Rallye des Vins de Champagne ; Fête de la Saint-Vincent, patron des vignerons à Épernay (janvier).

### D’Avenay-Val-d'OràCondé-sur-Marne
- 25 km (dans la Marne), d’Avenay-Val-d'Or à Condé-sur-Marne ; excentration à Billy-le-Grand et dénivellation importante en milieu de parcours (200 m d'altitude entre les deux extrêmes).
- Croisement : croisements avec le sentier de pays GRP de « La Montagne de Reims » (en plusieurs endroits, entre Champillon et Trépail).
- Hébergement : chambres d'hôtes à Condé-sur-Marne (rue Barré).
- Sites parcourus : parc naturel régional de la Montagne de Reims.
- Spécialités locales : Montagne de Reims (gâteau aux amandes et marrons).
- Évènementiels locaux : Expositions de peinture « Haut en couleur », à Condé-sur-Marne (mai).

### DeCondé-sur-MarneàChâlons-en-Champagne
- 21 km (dans la Marne), de Condé-sur-Marne à Châlons-en-Champagne.
- Hébergement : chambres d'hôtes à Châlons-en-Champagne (Auberge de jeunesse L'Embellie).
- Sites parcourus : ville de Châlons-en-Champagne, classée ville d'art et d'histoire.
- Spécialités locales : vinaigre de champagne.
- Évènementiels locaux : « Festival Furies » d'arts de rue, à Châlons-en-Champagne (juin).

### DeChâlons-en-ChampagneàVitry-en-Perthois

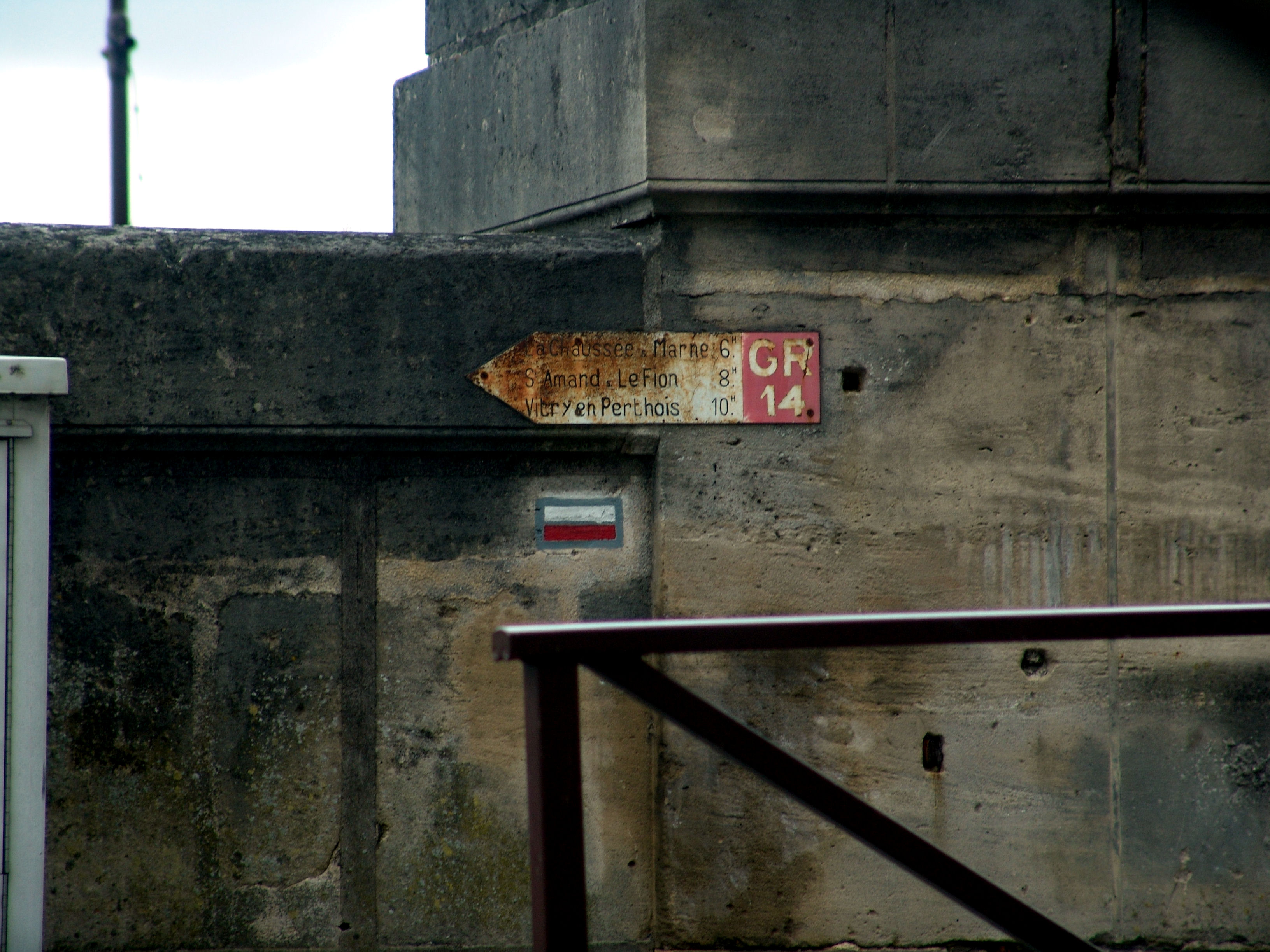
Panneau en Châlons-en-Champagne

- 30 km (dans la Marne), de Châlons-en-Champagne à Vitry-en-Perthois.
- Hébergement : chambres d'hôtes à Saint-Amand-sur-Fion (La Cour en bas).
- Sites parcourus : canal de la Marne ou « Canal entre Champagne et Bourgogne ».
- Spécialités locales : moutarde de champagne.
- Évènementiels locaux : « Festival de Chars » de Vitry-le-François (juin).

### DeVitry-en-PerthoisàRobert-Espagne
- 35 km (dans la Marne et la Meuse), de Vitry-en-Perthois à Robert-Espagne.
- Hébergement : gîte d'étape communal à Robert-Espagne.
- Sites parcourus : vallée de la Saulx ; forêt de Trois-Fontaines.
- Spécialités locales : queue-de-bœuf au pôt (recette).
- Évènementiels locaux : « Journées du vélo » à Trois-Fontaines-l'Abbaye (avril).

## En Lorraine (100km)

### DeRobert-EspagneàLisle-en-Barrois
- 27 km (dans la Meuse), de Robert-Espagne à Lisle-en-Barrois.
- Hébergement : gîte rural à Resson (Saint-Remi). Chambres d'hôtes à Condé en Barrois [3]
- Sites parcourus : ville de Bar-le-Duc (quartier d'époque Renaissance dans la ville haute) ; forêt d'Argonne.
- Spécialités locales : confiture de groseilles de Bar-le-Duc.
- Évènementiels locaux : « Festival RenaissanceS » à Bar-le-Duc (juillet).

### DeLisle-en-BarroisàClermont-en-Argonne

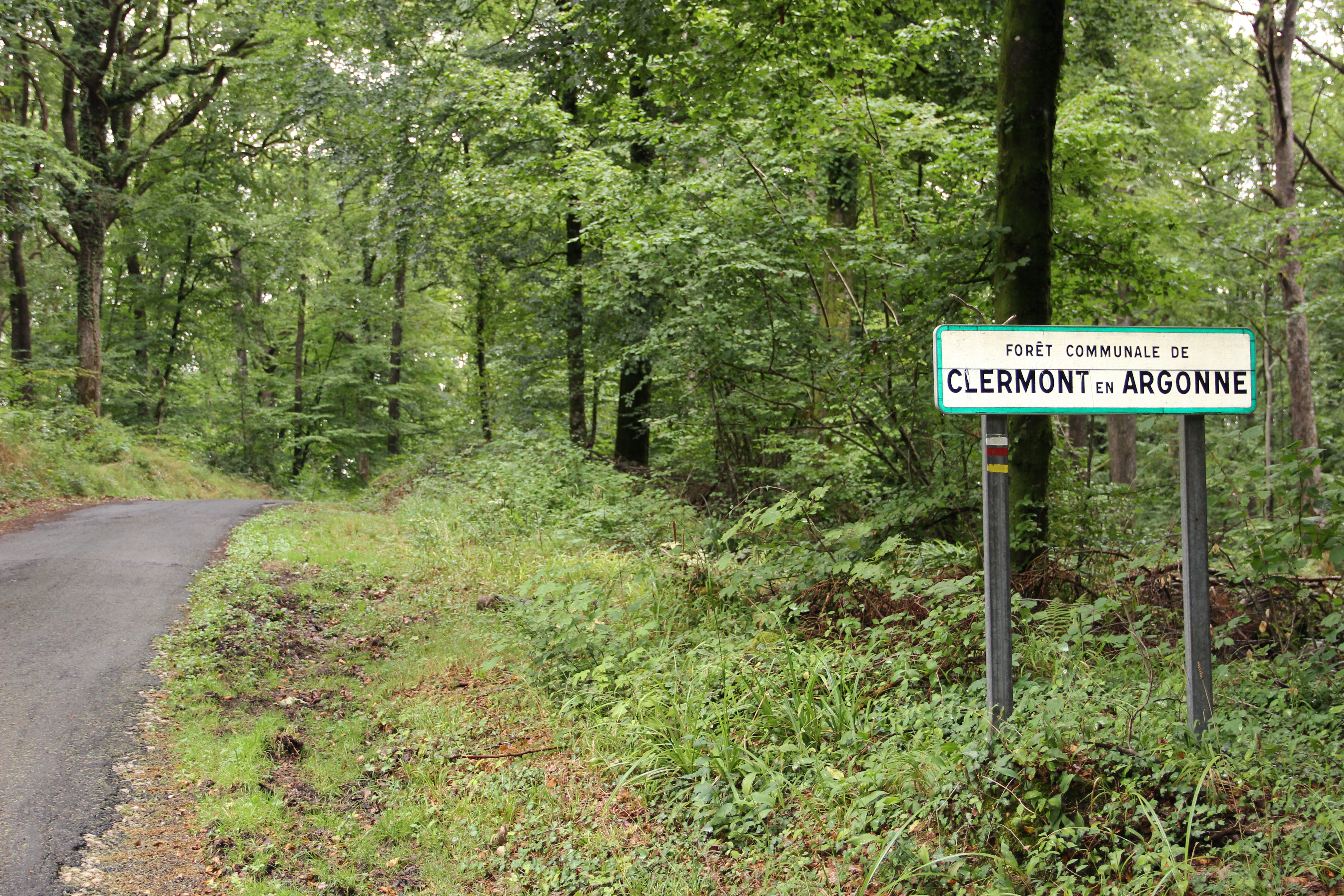
Le GR 14 à proximité de Clermont-en-Argonne

- 30 km (dans la Meuse), de Lisle-en-Barrois à Clermont-en-Argonne.
- Hébergement : chambres d'hôtes à Aubréville (Argonnaize) et Varennes en Argonne (Le Bras d'Or).
- Sites parcourus : tranchées de la Première Guerre mondiale (Butte de Vauqois) ; crête de la Haute Chevauchée.
- Spécialités locales : dragées de Verdun.
- Évènementiels locaux : festival de musique classique « Notes d'Argonne » à Clermont-en-Argonne (mai).

### DeClermont-en-ArgonneàGrandpré
- 36 km (dans la Meuse et les Ardennes), de Clermont-en-Argonne à Grandpré ; dénivellation importante entre le départ (220 m) et l'arrivée (120 m).
- Hébergement : gîte rural à Grandpré (domaine de Montflix).
- Sites parcourus : château de Cornay, château de Grandpré ou château des comtes de Joyeuse (XVIIe siècle) ; forêt de la Croix-aux-Bois (forêt de guerre).
- Spécialités locales : pied-de-cochon de Sainte-Menehould (recette).
- Évènementiels locaux : « Festival de théâtre amateur de Vouziers et ses alentours » (octobre).

## En Champagne-Ardenne (70km)

### DeGrandpréàLe Mont-Dieu
- 28 km (dans les Ardennes), de Grandpré à Le Mont-Dieu.
- Hébergement : gîte d'étape au Mont-Dieu (Ferme de la Grange au Mont).
- Sites parcourus : château-ferme de Maison-à-Bar (IMH), étangs de Buzancy, Chartreuse du Mont-Dieu du XVIIe siècle.
- Spécialités locales : pâté ardennais (grand pâté en terrine).
- Évènementiels locaux : « Festival du Dessin Nature » à Boult-aux-Bois (mai).

### DeLe Mont-DieuàSedan
- 22 km (dans les Ardennes), de Le Mont-Dieu à Sedan.
- Hébergement : gîte d'étape à Givonne (Le Pré Saint-Rémy).
- Sites parcourus : forêt de la chartreuse du Mont-Dieu ; arboretum de Vendresse ; Sedan, ville classée ville d'art et d'histoire.
- Spécialités locales : galette au suc
- Évènementiels locaux : Festival médiéval de Sedan (mai).

### DeSedanàUcimont
- 21 km (dans le département des Ardennes et la province de Luxembourg en Région wallonne), de Sedan à Ucimont.
- Croisement : croise le GR 16 (sentier de la Semois) à Bouillon).
- Hébergement : gîte d'étape à Ucimont (Château-le-Duc).
- Sites parcourus : château de Bouillon, après la frontière ; Tombeau du Géant dans la vallée de la Semois.
- Spécialités locales : Blanche de Bouillon (bière blanche).
- Évènementiels locaux : « Sons et lumières » de Bouillon (août).

## En Belgique (160km)

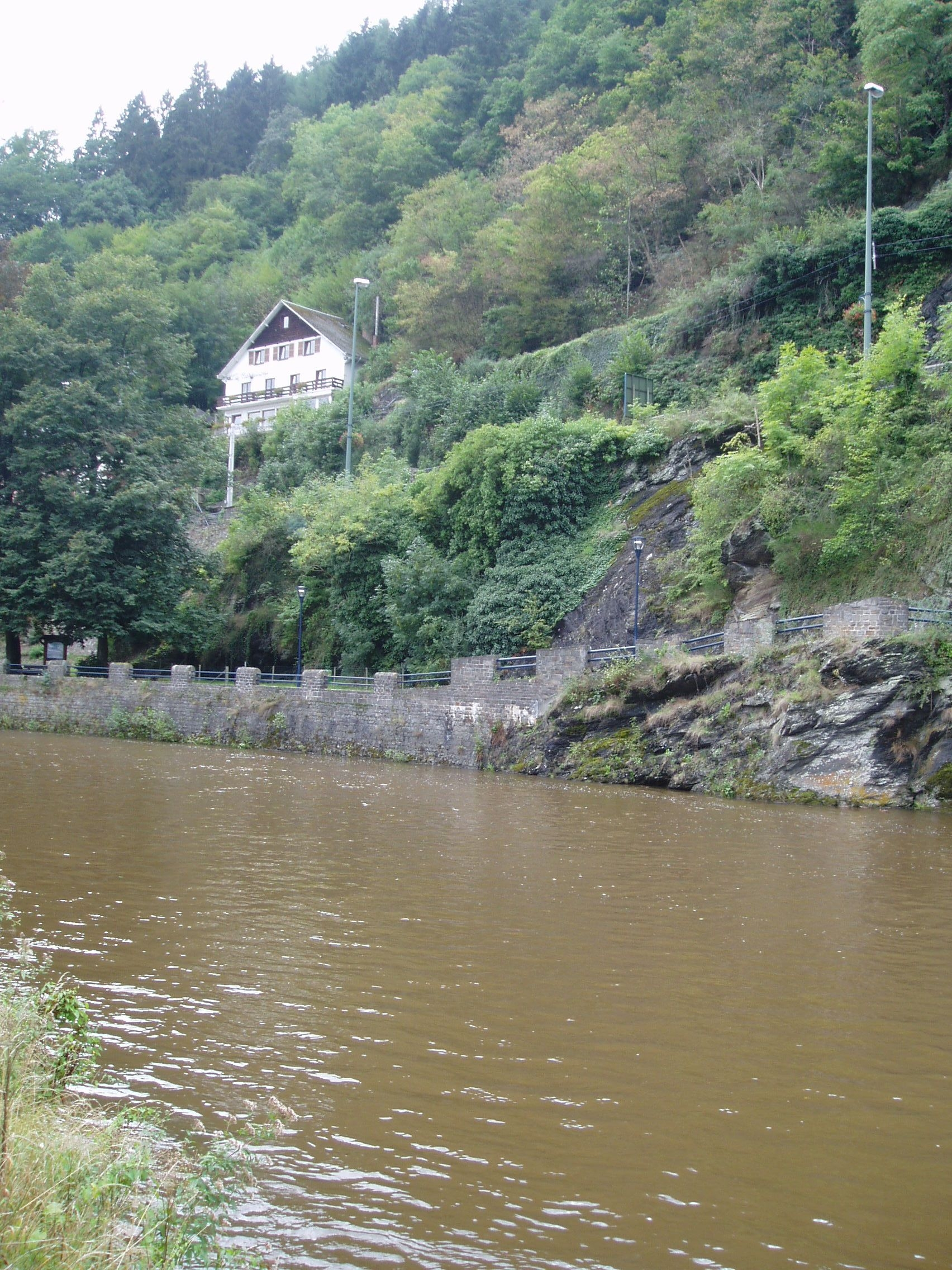
La vallée de l'Ourthe, à La Roche-en-Ardenne.

### D’UcimontàOur
- 18 km (dans la province de Luxembourg en  Région wallonne), de Ucimont à Our.
- Hébergement : gîte rural à Opont (Beth).
- Sites parcourus : rivière de l'Our, dans la forêt d'Ardenne.
- Spécialités locales : jambon d'Ardenne.
- Évènementiels locaux : « Transardennaise » (course VTT de Bouillon à La Roche-en-Ardenne).

### D’OuràAwenne
- 25 km (dans la province de Luxembourg en Région wallonne), de Our à Awenne.
- Hébergement : gîte rural à Awenne (Trou du Loup).
- Sites parcourus : « Fourneau Saint Michel » (musée de l'industrie) ; château de Mirwart.
- Spécialités locales : Borquin (saucisson fumé).
- Évènementiels locaux : « Randonnée des sabotiers » à Awenne.

### D’AwenneàAmberloup
- 22 km (dans la province de Luxembourg en Région wallonne), d'Awenne à Amberloup.
- Hébergement : gîte d'étape à Sprimont (Sainte-Ode, La Pommeraie et gîtes ruraux à Saint-Hubert. (Gîtes des Forêts)
- Sites parcourus : fontaine d'Awenne ; parc à gibier de Saint-Hubert.
- Spécialités locales : omelettes aux pleurottes (champignons) de Sainte-Ode.
- Évènementiels locaux : « Fête du champignon de Recimont » à Sainte-Ode (août).

### D’AmberloupàLa Roche-en-Ardenne
- 24 km (dans la province de Luxembourg en Région wallonne), de Amberloup à La Roche-en-Ardenne ; dénivellation importante entre le départ (400 m d'altitude) et l'arrivée (250 m).
- Croisement : croise le GR 57 (sentier de l'Ourthe) à La Roche-en-Ardenne.
- Hébergement : gîte d'étape à Mierchamps (La Roche-en-Ardenne, à La Laiterie).
- Sites parcourus : vallée de l'Ourthe, château médiéval de La Roche-en-Ardenne.
- Spécialités locales : Prunalet (liqueur de prune).
- Évènementiels locaux : « Week-end médiéval » de la mi-août, et « Festival de la soupe » d'automne (La Roche-en-Ardenne).

### DeLa Roche-en-ArdenneàLierneux
- 27 km (dans la province de Luxembourg et la province de Liège en Région wallonne), de La Roche-en-Ardenne à Lierneux.
- Hébergement : gîte rural à Lierneux (cottage du Coticule).
- Sites parcourus : rivière de pêche de la Lienne ; parc naturel des Deux Ourthes.
- Spécialités locales : truite ardennaise (truite à la bière et au cidre).
- Évènementiels locaux : « Fête du Coticule » à Lierneux (juillet).

### DeLierneuxàTrois-Ponts
- 18 km (dans la province de Liège en Région wallonne), de Lierneux à Trois-Ponts.
- Hébergement : gîte associatif à Trois-Ponts (Le Hibou).
- Sites parcourus : rivière la Salm, pont des Soupirs sur le Baleur, source d'eau ferrugineuse du Pouhon (Trois-Ponts).
- Spécialités locales : bière de Trois-Ponts (bière à la fraise).
- Évènementiels locaux : « Fête de la Fraise » à Trois-Ponts (août).

### DeTrois-PontsàMalmedy
- 17 km (dans la province de Liège en Région wallonne), de Trois-Ponts à Malmedy.
- Hébergement : chambres d'hôtes à Malmedy (au Petit Bonheur de la Cascade).
- Sites parcourus : vallée de l'Amblève, cascade de Coo, vallée de la Warche,
- Spécialités locales : Baisers de Malmedy (meringues garnies de crème fraîche).
- Évènementiels locaux : le « Cwarmé » ou carnaval local, et « Omelette géante » du 15 août (à Malmedy).